# Тенгколок
тенгко́лок  (малайск.  tengkolok ) - традиционный малайский мужской головной убор. В зависимости от района распространения может иметь названия: дестар, сетанган, танджак и др. .

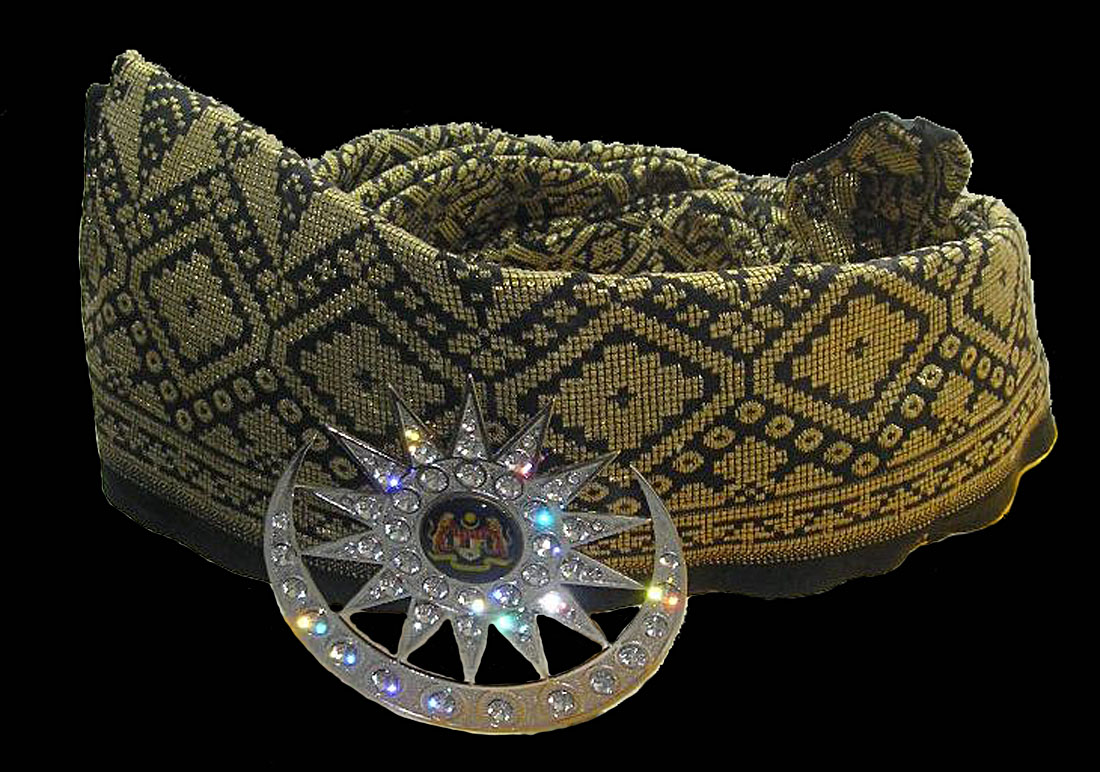
королевский тенгколок

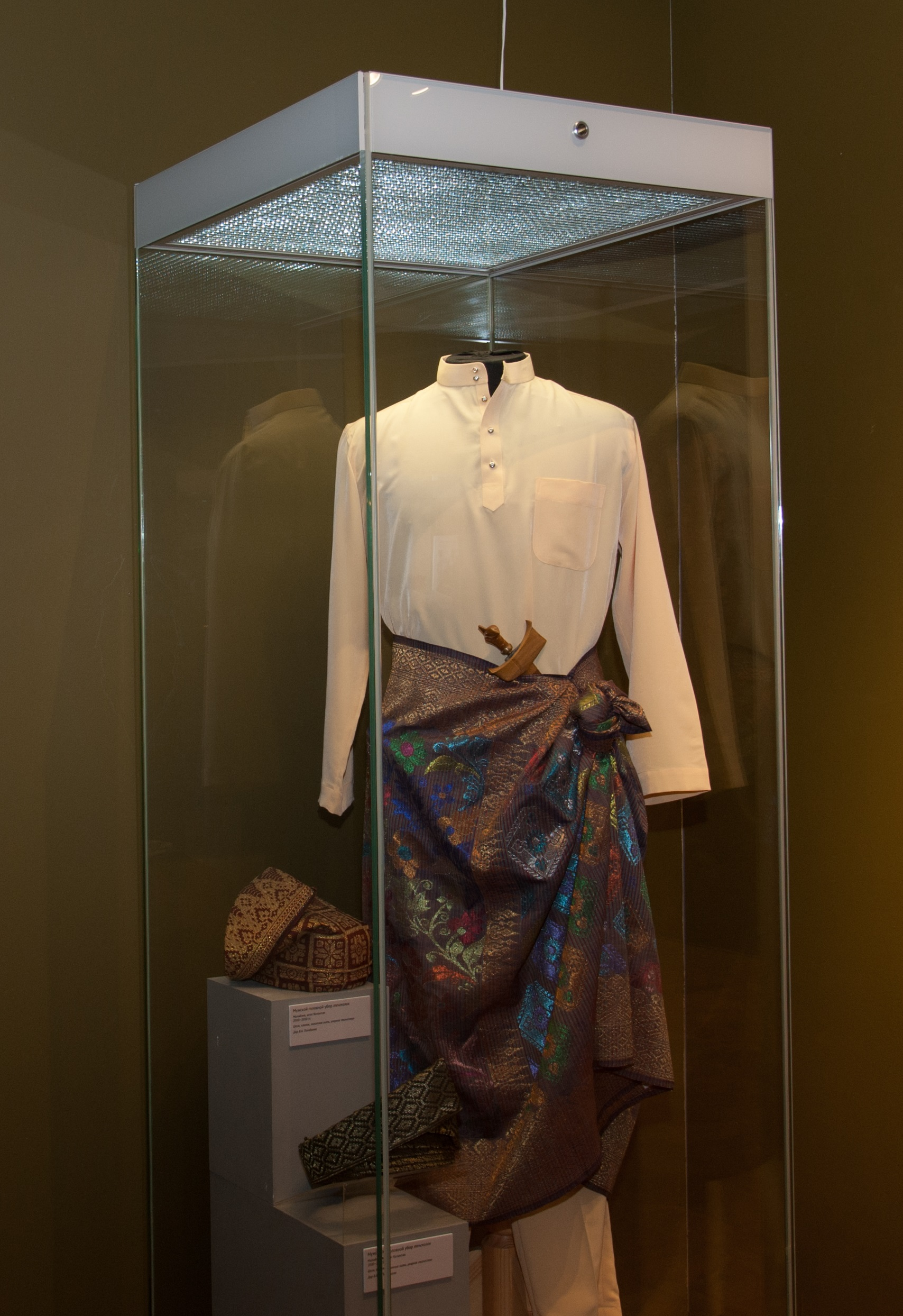
Тенгколоки на выставке малайского костюма "Золотой побег бамбука" в ГМИНВ. Москва, 21 августа 2018 г.

Продавец танджаков. Куала-Лумпур, 2 февраля 2020 г.

## Описание
Представляет собой платок квадратной формы, сложенный по диагонали в несколько слоев и завязанный таким образом, чтобы один или несколько углов выступали вверх. Парадный или свадебный тенгколок изготавливается из ткани сонгкет, у брунейцев – из ткани джонг .

## История
Являясь изначально защитой от солнца, уже к периоду средневековья он приобрел социально значимые характеристики. В хрониках периода Малаккского султаната  отмечается, что на прием к правителю в знак уважения необходимо было прибывать с покрытой головой. С течением времени тенгколок превратился в неотъемлемую часть малайского национального костюма. Он стал показателем статуса и социального положения человека. Головные узоры, изготовленные из затканных золотыми и серебряными узорами тканей сонгкетов, обязательно надевают султаны и представители высших правящих кругов на придворные приемы и официальные мероприятия. Для мужчин других сословий это деталь праздничного, в том числе свадебного, одеяния. Тенгколок может служить и памятным даром – его вместе с отрезом для малайского костюма вручают за определенные заслуги. Такие случаи, например, неоднократно описываются в героико-историческом эпосе  малайцев (хикаяте) «Повесть о Ханг Туахе»  и в исторической хронике «Малайские родословия». В последней, например, описывается, как  взбешён был Раджа Мухаммад, сын султана Махмуд-Шаха (1488-1528), когда сын могущественного бендахары (главного министра) Тун Бесар в пылу игры мячом сбил с его головы тенгколок (дестар), и в ярости убил его крисом. Но Раджа Махмуд тоже был «наказан»: из столичной Малакки его сослали султаном в заштатный тогда Паханг.

## Разновидности
Существует множество способов завязывать этот платок, зависящих, в первую очередь, от региональных особенностей, например, в штате Перак их насчитывается более десяти. Каждый вид подобного головного убора имеет свое название, например, балунг аям (гребень петуха), лубанг лаяр (порванный парус), тебинг рунтух (расколотая скала), пучук писанг патах (сломанный банановый побег).
Помимо большого разнообразия форм, ранее существовали и различия в манере носить этот головной убор. Представители высшей знати сдвигали узел к левому уху, простолюдины разворачивали к правому, а воины и моряки носили завязкой назад. Умение правильно и красиво сложить платок всегда высоко ценилось в Малайзии, занимаются этим мужчины и нередко мастерство передается от отца к сыну. Высококлассные профессионалы, называемые туканг липат, обслуживают как придворные круги, так широкие слои населения, ведь в наши дни тенгколок является знаком принадлежности к малайской группе населения.

## Королевский тенгколок
Малайские правители имеют свои персональные типы тенгколока. Так, у султана Перака он белого цвета с серебряными узорами и называется аям патах кепак (петух со сломанными крыльями), а у султана Селангора – балунг раджа (королевский гребень) из золотисто-желтой парчи.
Тенгколок Верховного правителя Малайзии называется королевским (малайск.  Tengkolok Diraja ).  Он изготовлен из шёлка черного цвета с золотыми нитями. Спереди - полумесяц и одиннадцатиугольная звезда из белого золота, инкрустированного бриллиантами, изображение государственного герба.
В Малайзии бытует народное предание о Музаффар-шахе (1528–1549), сыне последнего султана Малакки, который после захвата португальцами города в 1511 г. был приглашен править Пераком. Музаффар-шах отправился в путь по морю, взяв с собой королевские регалии Малакки. Недалеко от берегов Перака корабль повелителя сел на мель, и, чтобы его облегчить, с борта сбросили весь груз, но до тех пор, пока Музаффар-шах не кинул в море корону, судно не сдвинулось с места. Государь принял это за знак свыше и поклялся, что никогда больше не будет носить корону. С тех пор, как поясняет предание, султаны стали надевать не царственный венец, а тенгколок .

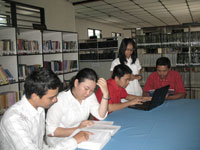
Национальная библиотека Малайзии

## В культуре
Здание Национальной библиотеки Малайзии, построенное в 1994 по проекту архитекторов Икмала Хашима Албакри и Виктора Чю, имеет форму тенгколока.